# Superóxido de sódio
Superóxido de sódio é o composto inorgânico com a fórmula NaO2.
Este sólido amarelo-alaranjado é um sal do ânion superóxido. É um intermediário na oxidação de sódio por oxigênio.
NaO2 é preparado por tratar-se o peróxido de sódio com oxigênio a altas pressões:
Na2O2  +  O2  →  2 NaO2
Pode também ser preparado pela cuidadosa oxigenação de uma solução de sódio em amônia:
Na + O2 → NaO2
O produto é altamente paramagnético, coo esperado para um sal do ânion O2−. Hidrolisa-se rapidamente resultando uma mistura de hidróxido de sódio e peróxido de sódio, sinalizado pelo clareamento da amostra. Ele cristaliza-se no mesmo arranjo cristalino do NaCl.